# Pnau
Pnau – australijski duet grający muzykę elektroniczną. W jego skład wchodzą Nick Littlemore oraz Peter Mayes.

## Dyskografia

### Albumy
- Sambanova (1999)
- Need Your Lovin’ Baby (2001)
- Again (2003)
- Pnau (2007)
- Soft Universe (2011)
- Good Morning to the Night (Elton John vs. Pnau) (2012)